# Mistral gagnant
Mistral gagnant è un singolo del cantante francese Renaud, pubblicato nel 1985 nell'album omonimo, Mistral gagnant.

## Descrizione
Il titolo deriva dal nome di un'antica pasticceria, Mistral gagnant, che non esiste più.
È una canzone in cui Renaud parla dei suoi ricordi e dei dolci della sua infanzia. C'è una malinconia del cantante espressa attraverso i suoi ricordi di caramelle, ormai passati come il tempo che non può essere recuperato. La canzone è destinata a sua figlia, Lolita Séchan.
Renaud ha detto che questa canzone non dovrebbe apparire nell'album perché pensa che "fosse troppo personale e non interesserebbe molte persone". La canzone è stata scritta una sera in mezz'ora in uno studio di Los Angeles dove ha registrato il suo album, ha chiamato sua moglie Dominique e gliel'ha cantata al telefono. Dopo averlo ascoltato, gli disse: “Se non lo registri, ti lascio”.
Nel maggio 2015, secondo un sondaggio della BVA, è stata nominata "canzone preferita dei francesi" davanti a Ne me quitte pas di Jacques Brel e L'Aigle noir di Barbara.

## Tracce
1. Mistral gagnant – 2:45
2. Le retour de la pépette – 3:51

## Influenze

### Cover della canzone
Molti artisti hanno interpretato la canzone sin dalla sua creazione. È stato rilevato da:
- Yves Dutéil
- Maxime Le Forestier e Vanessa Paradis per Les Enfoirés
- Amel Bent
- Lara Fabian
- Jean-Louis Aubert
- Carla Bruni
- ZephyrMusic
- Camélia Jordana
- Jean-Baptiste Maunier
- La Grande Sophie
- Cœur de Pirate
- Grand Corps Malade
- Louane e Calogero
- Gratt'DeLaPatt'
- Ycare
- Florent Pagny

Il titolo è usato come campione da Booba in Pitbull et Le Bitume avec une plume così come nella sua canzone Petite fille.

### Parodia della canzone
Sono state fatte molte parodie della canzone, tra cui:
- Studio Paral & Piped – Bordel ambiant
- Laurent Gerra – Football Gagnant
- Mike compagnie – Mistral Putin
- Monsieur Sylvestre di Les Guignols de l'info – Mittal Gagnant
- Jean-Marie Le Pen e Marion Maréchal-Le Pen dei Les Guignols de l'info – Front National Gagnant

### Associazione Mistral Gagnant
Nel 1991, l'associazione belga Mistral Gagnant, in riferimento alla canzone, è stata creata sotto il patrocinio di Renaud. Per un giorno realizza i sogni di bambini affetti da gravi malattie. Dalla sua creazione sono stati realizzati più di 970 sogni di bambini.

## DocumentarioEt les mistrals gagnants
La canzone ispira il titolo del film documentario francese Et les mistrals gagnants di Anne-Dauphine Julliand, uscito nel 2017.